# Hermandad Sacerdotal Española
L'Hermandad Sacerdotal Española, abbreviata come HSE, fu un'associazione di sacerdoti cattolici costituita nel 1969, che arrivò a riunire circa 6.000 presbiteri e vescovi ispanici contrari al Concilio Vaticano II e alla costituzione laicista del 1978 e, più in generale, ai cambiamenti ecclesiastici e politici durante gli anni del tardo franchismo e della Transizione.
Diversamente dalla Fraternità sacerdotale San Pio X, nel 1970 accettarono il Novus ordo missae di Paolo VI.

## Storia
Secondo Luis Suárez Fernández, l'Hermandad Sacerdotal Española ebbe origine dall'Asociación San Antonio María Claret, fondata a Barcellona dal gesuita Jaime Piulachs, che si consolidò nel 1967 grazie all'appoggio di alcuni vescovi. Fu posta sotto il patrocinio di San Pio X perché il suo obiettivo era la lotta contro il modernismo.  Secondo Gonzalo Álvarez Chillida, la Confraternita nacque per volere della rivista Iglesia-Mundo.
Fu fondata nel 1969 dal francescano Miguel Oltra, cappellano nazionale della División Azul, che ne sarebbe diventato il presidente. Il segretario generale fu padre Venancio Marcos, missionario oblato di Maria Immacolata, noto come predicatore radiofonico.
La fraternità fu riconosciuta ufficialmente il 6 maggio 1971 con un Decretum laudis. Poco dopo, si oppose radicalmente alle conclusioni dell'Assemblea dei vescovi e dei sacerdoti tenutasi a Madrid nel mese di settembre durante la presidenza del cardinale Tarancón, che decise di porre fine alle strette relazioni che la Chiesa cattolica aveva mantenuto dalla Guerra civile spagnola con il regime franchista.
Secondo Luis Suárez Fernández:
Questo raggruppamento di sacerdoti diocesani e religiosi era legato al vescovo di Cuenca José Guerra Campos ed era molto critico nei confronti del cardinale Tarancón, presidente della Conferenza episcopale spagnola dal 1972, noto per le sue tendenze progressiste e per l'avversione verso il regime franchista. La Fraternità era nota per i suoi conflitti con i vescovi e con il clero progressista, nonché per la sua opposizione alla scomparsa del confessionalismo cattolico dallo Stato.

### Posizionamento politico
Una parte della Fraternità sacerdotale spagnola fece parte del cosiddetto "Bunker", che si oppose all'evoluzione del franchismo in una democrazia liberale insieme alla Hermandad de Alféreces Provisionales, alla Confederación Nacional de Excombatientes (Confederazione Nazionale degli Ex Combattenti), al gruppo della rivista Fuerza Nueva e ai monarchici tradizionalisti di Gonzalo Fernández de la Mora che avrebbero formato l'Unión Nacional Española (Unione Nazionale Spagnola).
Nel 1974 il sacerdote Venancio Marcos affermò:
Un altro sacerdote della Fraternità, Jesús González Quevedo, indicò:
La Hermandad Sacerdotal Española ricevette il sostegno di pubblicazioni carliste e di estrema destra come Iglesia-Mundo, Roca Viva, El Cruzado Español, Fuerza Nueva e ¿Qué pasa?.

## Relazione con la Fraternità sacerdotale San Pio X
Nel 1969, la Hermandad Sacerdotal Española scrisse al Papa e manifestò a Roma per difendere la Messa tradizionale, anche se alla fine avrebbe accettato il nuovo rito l'anno successivo. I sacerdoti dimostrarono empatia nei confronti dell'arcivescovo Marcel Lefebvre fino al tempo della sua sospensione a divinis e collaborarono strettamente con lui per formare una resistenza cattolica in difesa della Tradizione.
I rapporti con Lefebvre e la Fraternità Sacerdotale San Pio X, da lui fondata, furono particolarmente stretti con la sezione catalana dell'HSE, l'Associazione dei Sacerdoti e Religiosi di Sant'Antonio Maria Claret, retta da José Bachs Cortina e José Mariné Jorba, sostenitori del rito romano tradizionale della Messa in contrapposizione al Novus ordo missae di Paolo VI. Membro di spicco della sezione catalana della Fraternità fu anche il dottor Ramón Serinanell, che scrisse il libro No podemos claudicar en lo esencial del catolicismo ("Non possiamo zoppicare sugli aspetti essenziali del cattolicesimo").
Quando Lefebvre fu sospeso nel 1976, la Hermandad Sacerdotal Española inviò lettere al nunzio apostolico e al presidente della Conferenza episcopale spagnola, ribadendo la propria adesione e obbedienza al Papa e dissociandosi dal "lefebvrismo". Fece eccezione Mons. José Mariné Jorba, che dopo il 1976 continuò a mantenere i contatti con i gruppi sacerdotali di Lefebvre e dalla sua parrocchia di San Felice Africano a Barcellona indirizzò alcune futuri sacerdoti al Seminario di Ecône.
Nel 1991 Luis Madrid Corcuera, canonico e presidente della Fraternità sacerdotale spagnola, pubblicò un libro intitolato Historia de un gran amor a la Iglesia no correspondido ("Storia di un grande amore per la Chiesa non corrisposto"), in cui si raccontava la storia collettiva dei sacerdoti affiliati alla Fraternità "durante le confuse giornate ecclesiali del periodo postconciliare".
Alcuni dei suoi leader furono Miguel Oltra Hernández, Venancio Marcos, Jesús Alfaro Rivero e Luis Madrid Corcuera.